# 라과히라 사막

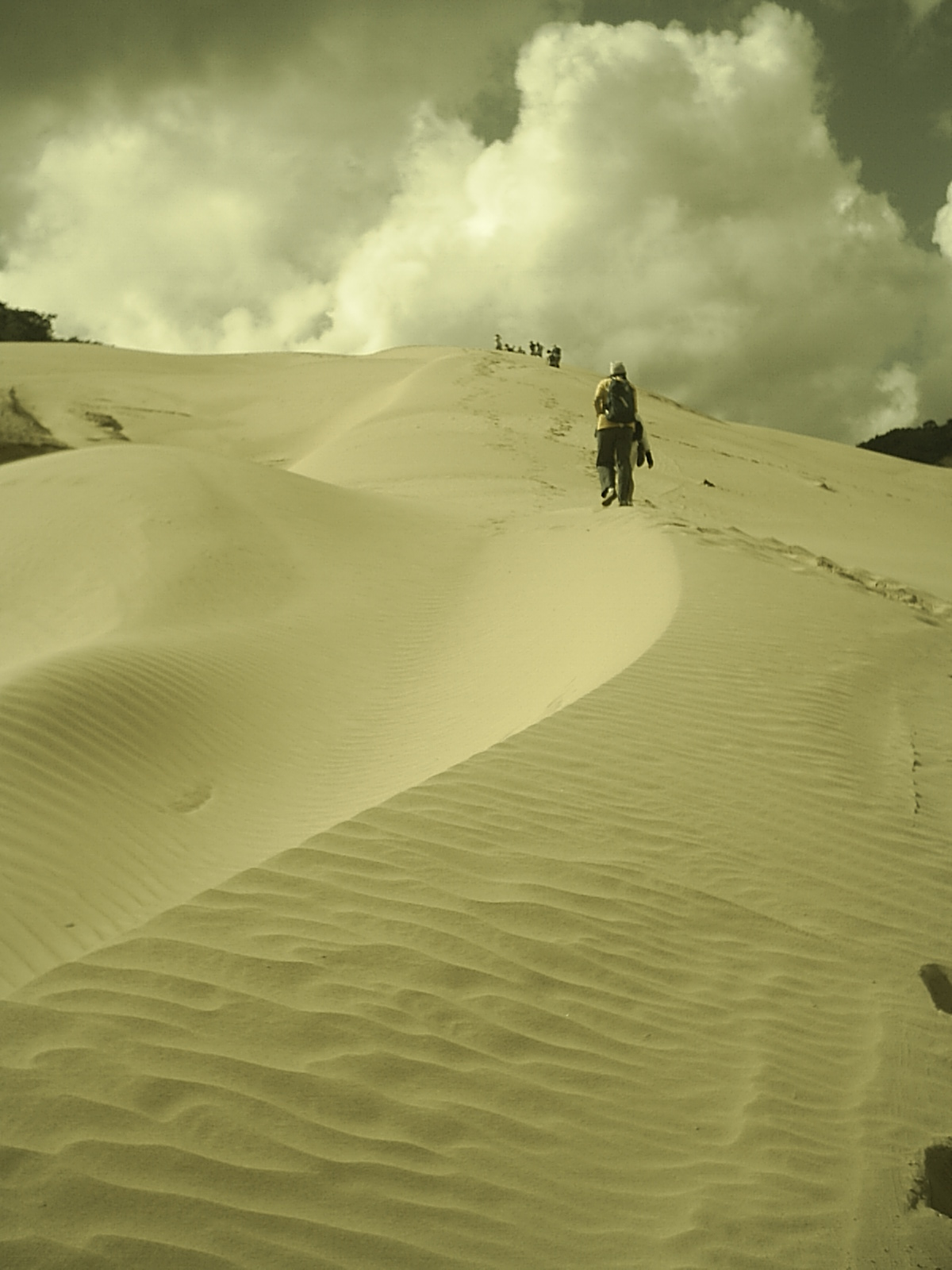
라과히라 사막

라과히라 사막(스페인어: Desierto de La Guajira)은 콜롬비아 북쪽에 위치한 사막이다. 보고타로부터 1,100 km 떨어져 있으며, 베네수엘라 영토인 과히라반도를 대부분 포함한다.